# Sarah Bettles
Sarah Louise Bettles (Londres, 16 de octubre de 1992) es una deportista británica que compite en tiro con arco, en la modalidad de arco recurvo.
Ganó una medalla de bronce en el Campeonato Mundial de Tiro con Arco al Aire Libre de 2019. En los Juegos Europeos de Minsk 2019 consiguió una medalla de oro en la prueba por equipo.
Participó en los Juegos Olímpicos de Tokio 2020, ocupando el octavo lugar en la prueba de equipo mixto.

## Palmarés internacional
| Campeonato Mundial al Aire Libre | Campeonato Mundial al Aire Libre | Campeonato Mundial al Aire Libre | Campeonato Mundial al Aire Libre |
| Año                              | Lugar                            | Medalla                          | Prueba                           |
| -------------------------------- | -------------------------------- | -------------------------------- | -------------------------------- |
| 2019                             | 's-Hertogenbosch (Países Bajos)  | Medalla de bronce                | Equipo                           |
| Juegos Europeos                  |                                  |                                  |                                  |
| Año                              | Lugar                            | Medalla                          | Prueba                           |
| 2019                             | Minsk (Bielorrusia)              | Medalla de oro                   | Equipo                           |